# Salto de Bordones
El Salto de Bordones está ubicado en el Parque nacional natural Puracé, en el departamento del Huila, Colombia.
Situado en los límites entre los municipios de Isnos, Saladoblanco y Pitalito se forma del río Bordones, y su altura aproximada es de 400 metros. En el lugar se encuentra un parador-mirador y se puede descender por un sendero hasta la base del salto.

## Historia del  Salto de Bordones
El salto de Bordones es una hermosa caída de agua que mide aproximadamente 400 m de altura, esta catalogada como una de las cascadas más altas de Colombia, escondida entre las montañas del Macizo colombiano forma a su paso hermosos cañones e impresionantes  farallones dista a unos 15 km del municipio de Isnos. Su nombre se debe a unos colonos Caucanos que para pasar de la orilla del río o la otra orilla utilizaban un Bordón el cual sirve de soporte para caminantes y andariegos.

### Sitios cercanos para visitar
Desde la vereda Salto de Bordones se pueden visitar muchos sitios turísticos  como son la cascada del Duende a 5km, El arco de las jarras a 6 km, Baños termales de Morelia en el municipio  de Saladoblanco a 11 km y la laguna del Guaitipan en el municipio de Pitalito a 8 km.